# فهاد بن معتاد الحمد
فهاد بن معتاد بن شفق الحمد وزير الإتصالات وتقنية المعلومات السعودي السابق، وتولى المنصب بأمر ملكي في 8 ديسمبر 2014، حتى 29 يناير 2015.
نشأ في سكاكا الجوف تلك البلدة الطرقية الصغيرة الواقعة شمال المملكة العربية السعودية، حيث عانى من ظروف معيشية صعبة خلال طفولته وواجه الكثير من الصعاب والعقبات في سبيل الوصول إلى ما يطمح لتحقيقه في حياته، غير أنه بالإرادة والمثابرة والكفاح حقق الكثير من النجاحات في محطات حياته المختلفة فقد بدأ حياته العملية مدرساً وانتهى وزيراً عضواً في مجلس الوزاراء السعودي.

## النشأة
اضطر والده اليتيم وفي مرحلة مبكرة من عمره إلى الرحيل خارج بلدته بحثاً عن لقمة العيش فاتجه للعمل في الشام وفلسطين والعراق، غير انه لم يحقق ما كان يتطلع إليه من تحسن في الأحوال المالية فعاد أدراجه إلى موطنه واشتغل في الفلاحة و حفر الآبار وغير ذلك من المهن بقدر ما سمحت به ظروف بيئة سكاكا الشحيحة آنذاك، غير أنه تمكن من الزواج واشترى بيتاً طينيًّا متواضعاً ملحق بمزرعة صغيرة ليس فيها إلا عدداً قليلاً من أشجار النخيل وعدد محدود من أشجار أخرى اعتمد في سقياها على السواني (استخراج المياه من البئر باستخدام الحيوانات) الأمر الذي استمر حتى بعد وقت طويل من استخدام الشركاء الآخرين في البئر للمضخات في استخراج المياه.
ولأن فهاد أكبر الأبناء في الأسرة فقد كان عليه مشاركة والده في الكفاح والعمل المضني منذ سنوات عمره الأولى فشارك في سقيا النخل وقص البرسيم وبيعه وغير ذلك من أعمال المزرعة الأخرى جامعاً بين الدراسة والعمل. غير أن هذه الجهود لم تنجح حتى في الوفاء بالاحتياجات الأساسية للأسرة فاستمرت معاناتها مع الفقر.

## التدريس والإلتحاق بالجامعة
بسبب المعاناة قرر الطفل فهاد بعد أن أنهى المرحلة المتوسطة من الدراسة ورغم تفوقه عدم الاستمرار في خط التعليم العام والالتحاق بمدرسة أو معهد يحصل بعد تخرجه منه على وظيفة مناسبة، فكان معهد التربية الفنية بالرياض، هو خياره رغم أن الفنون الجميلة لم تكن ضمن خياراته الدراسية الحقيقية. وبعد ثلاث سنوات تخرج وكان الأول على دفعته التي شملت طلاباً من كل مناطق المملكة.
عاد فهاد إلى بلدته سكاكا ليعمل مدرساً للتربية الفنية في المدرسة المتوسطة التي غادرها قبل ثلاث سنوات ليجد نفسه معلماً لبعض زملائه وزميلاً لبعض مدرسيه السابقين. ورغم أن الوظيفة وراتبها في مقاييس أهل سكاكا ذلك الزمان مناسبة جداً إلا أن فهاد لم يكن مقتنعاً بما وصل اليه فكان قلقاً جداً ويجد نفسه في مستوى دراسي أعلى ومكانة وظيفية أكبر. وبعد عام اتسم بالقلق والمعاناة قرر العودة للدراسة بجانب العمل مبتدءاً بالمرحلة الثانوية ومن المنزل وبالاعتماد على جهوده الذاتية فكان يؤدي المتحانات فقط مع الطلبة المنتظمين. ثم انتسب كطالب خارجي لكلية الاقتصاد والإدارة بجامعة الملك عبدالعزيز بجدة والتي تبعد أكثر من 1200 كيلومتر عن سكاكا ولايوجد بينهما آنذاك من وسائل الاتصال سوى البريد العادي، جامعاً كذلك بين العمل والدراسة وبالاعتماد على جهوده الذاتية إلى أن تخرج بتفوق مع مرتبة الشرف بعد أربع سنوات شاقة كانت تكلفتها النفسية والمالية عالية جداً، لكنها العزيمة والإصرار القادر على تخطي الصعاب وتحقيق النجاح.

## معهد الإدارة العامة (1980م - 2005م)
النتيجة المشرفة عززت الطموح وانعشت الأمل بامكانية اكمال الدراسات العليا وتحقيق ماهو أفضل على المستويين العلمي والعملي فبدأ رحلة بحث استمرت لأكثر من عام عن مؤسسة أو جامعة تحقق له ذلك بيد أن هذه المحاولات لم تفلح فكل ما تخطى عقبة ظهرت عقبة أخرى حتى كان معهد الإدارة العامة هو الملاذ والكيان المفتوح لكل أبناء الوطن متى ما توفرت فيهم المؤهلات الموضوعية المطلوبة.
قضى فهاد في معقل الإدارة (معهد الإدارة) قرابة ربع قرن حصل خلالها على درجتي الماجستير والدكتوراه في الإدارة العامة من الولايات المتحدة الأمريكية مبتعثاً من المعهد، الذي تدرج في الوظائف فيه مبتدئاً بوظيفة معيد في أسفل السلم الوظيفي حتى أصبح نائباً لمدير عام المعهد للبحوث والمعلومات.

## مجلس الشورى (2005م - 2014م)
كان مجلس الشورى هو المحطة التالية لمعهد الإدارة حيث تم اختياره ضمن أعضاء الدورة الرابعة للمجلس وبعد حوالي سبع سنوات من عضوية المجلس صدر أمر ملكي بتعيينه مساعداً لرئيس مجلس الشورى.

## وزارة الاتصالات وتقنية المعلومات (2014م - 2015م)
في تاريخ 8 ديسمبر 2014 صدر أمر ملكي بتعيين فهاد الحمد وزيراً للاتصالات وتقنية المعلومات وعضواً في مجلس الوزاراء بالمملكة العربية السعودية.

## المؤهلات العلمية
- دكتوراه الفلسفة في الإدارة العامة، جامعة نيويورك الحكومية في ألبني، الولايات المتحدة الأمريكية 1988م.
- ماجستير في الإدارة العامة، جامعة نيوهيفن، الولايات المتحدة الأمريكية 1984م.
- باكالوريوس في الإدارة العامة، جامعة الملك عبدالعزيز بجدة، المملكة العربية السعودية 1979م

## العضويات

### مجالس الإدارة
- نائب رئيس المعهد الدولي للعلوم الإدارية عن منطقة الشرق الأوسط من 9 سبتمبر 1998م إلى 25 يونيو 2007م.
- عضو مجلس إدارة الاتحاد الدولي لمدارس ومعاهد الإدارة من 8 يوليو 1992م إلى 11 يوليو 1995م.
- رئيس الجمعية السعودية للإدارة من 8 مايو 1999م إلى 23 اكتوبر 2001م.
- عضو مجلس إدارة مركز الملك سلمان الاجتماعي من 8 ابريل 2005م إلى 22 يوليو 2013م.
- عضو مجلس إدارة الجمعية الوطنية للمتقاعدين من 17 ديسمبر 2005م إلى 4 نوفمبر 2009م.

### هيئات تحرير دوريات علمية
- عضو هيئة تحرير "المجلة الدولية للعلوم الإدارية" التي تصدر باللغات الإنجليزية والفرنسية والعربية عن المعهد الدولي للعلوم الإدارية من 1998م إلى 2007م.
- المشرف العام على تحرير دورية "الإدارة العامة" التي يصدرها معهد الإدارة العامة من 1995م إلى 2005م
- عضو الهيئة الاستشارية في مجلة "البحوث الأمنية" التي تصدرها كلية الملك فهد الأمنية من 2000م إلى 2005م.
- المشرف العام على مجلة "رسالة معهد الإدارة" التي يصدرها معهد الإدارة العامة من 1997م إلى 2005م.

## الشهادات والأوسمة
حاصل على وسام الاستحقاق الذهبي في مجال الإدارة الحكيمة على مستوى العالم العربي من المنظمة العربية الإدارية للعام 2012م.

## المؤلفات
- التطورات النظامية والتنظيمية في الحكم والإدارة في عهد الملك خالد بن عبدالعزيز، صادر عن مؤسسة الملك خالد الخيرية، الرياض 2006م.
- أساليب التأثير المستخدمة من قبل المديرين في الأجهزة الحكومية في المملكة العربية السعودية (كتاب مشترك)، صادر عن المنظمة العربية للتنمية الإدارية، القاهرة 1995م.
- مسح البيئة الخارجية للأجهزة الحكومية المركزية: مصادر وطرق الحصول على المعلومات عن التغيرات البيئية الخارجية، صدر عن معهد الإدارة العامة، الرياض 1993م.
- خلاصة الأيام، صادر عن مركز عبدالرحمن السديري الثقافي، 2021م
- 2023 ,Compendium of my Life, published by Abdulrahman AL-Sudairy Cultural Centre

| سبقه محمد بن جميل ملا | وزير الإتصالات وتقنية المعلومات السعودي 1436 هـ - حتى 4/1436 | تبعه محمد السويل |